# 吳正
吴正，字圣功，山西沁县人，清朝政治人物。同進士出身。

## 生平
雍正十一年，登進士未仕，主讲于晋阳书院。

## 家族
祖父吴琠，父吴时谦。子吳嘉炎。